# Карашур (Якшур-Бодьїнський район)
Карашу́р (рос. Карашур) — присілок в Якшур-Бодьїнському районі Удмуртії, Росія.
Населення — 63 особи (2010; 177 в 2002).
Національний склад (2002):
- удмурти — 63 %
- росіяни — 34 %

## Урбаноніми[3]
- вулиці — Берегова, Березова, Дачна, Зарічна, Пісочна, Польова, Садова, Трактова, Фестивальна, Центральна